# Paramonacanthus filicauda
Paramonacanthus filicauda är en fiskart som först beskrevs av Günther 1880.  Paramonacanthus filicauda ingår i släktet Paramonacanthus och familjen filfiskar. Inga underarter finns listade i Catalogue of Life.